# کوسور
کوسور یک منطقهٔ مسکونی در جیبوتی است که در منطقه عرتا واقع شده‌است.

## خصوصیات
کوسور ۱۷۰ نفر جمعیت دارد و ۲۲۱ متر بالاتر از سطح دریا واقع شده‌است.